# Spin (álbum)
Spin é o título do primeiro álbum solo do cantor australiano Darren Hayes, vocalista da banda Savage Garden, lançado em 2002.

## Lançamento
O disco foi produzido pelo brasileiro Walter Afanasieff, mesmo produtor do álbum Affirmation do Savage Garden. Teve como single de apresentação a música "Insatiable" e atingiu o Top 10 nas paradas de diversos países, incluindo Austrália e Reino Unido. Nos Estados Unidos, teve um sucesso mediano, não alcançando o mesmo êxito dos álbuns do Savage Garden.
Em meados de 2002, o cantor iniciou a turnê Too Close For Comfort, passando pela Europa, Ásia e Austrália. Ele ainda lançou os singles "Strange Relationship", "I Miss You" e "Crush (1980 Me)", que atingiram o Top 20 britânico. No final de 2002, foi lançada uma versão especial do álbum, com faixas ao vivo retiradas da turnê.

## Faixas
1. "Strange Relationship" – 5:02
2. "Insatiable" – 5:10
3. "Heart Attack" – 5:04
4. "I Miss You" – 5:30
5. "Creepin' up on You" – 4:53
6. "Dirty" – 4:45
7. "Crush (1980 Me)" – 4:00
8. "Good Enough" – 6:11
9. "I Can't Ever Get Enough of You" – 5:16
10. "Like It or Not" – 6:20
11. "What You Like" – 5:38
12. "Spin" – 4:23
13. "The Heart Wants What It Wants" – 4:57 (Faixa bônus na Austrália e Japão)

### Too Close For Comfort EP
1. "Dirty" (Live from Taipei) - 3:59
2. "Insatiable" (Live from Taipei) - 5:22
3. "Strange Relationship" (Live from Taipei) - 3:47
4. "I Miss You" (Live from Taipei) - 4:48
5. "Good Enough" (Live from Taipei) - 7:15

## Paradas musicais
| Parada semanal (2002)                 | Posição |
| ------------------------------------- | ------- |
| Austrália (ARIA)                      | 3       |
| Dinamarca (Hitlisten)                 | 8       |
| Finlândia (Suomen virallinen lista)   | 10      |
| Alemanha (Offizielle Deutsche Charts) | 47      |
| Nova Zelândia (RMNZ)                  | 22      |
| Suécia (Sverigetopplistan)            | 7       |
| Suíça (Schweizer Hitparade)           | 30      |
| Reino Unido (UK Albums Chart)         | 2       |
| Estados Unidos (Billboard 200)        | 35      |